# San Paolo Bel Sito
San Paolo Bel Sito är en ort och kommun i storstadsregionen Neapel, innan 2015 provinsen Neapel, i regionen Kampanien i Italien. Kommunen hade 3 468 invånare (2017).